# .yt
.yt es el dominio de nivel superior geográfico (ccTLD) para Mayotte.